# Acrocercops cyma
Acrocercops cyma là một loài bướm đêm thuộc họ Gracillariidae. Nó được tìm thấy ở Guadalcanal và quần đảo Rennell.